# Eotetranychus hellei
Eotetranychus hellei är en spindeldjursart som beskrevs av Meyer och Bolland 1984. Eotetranychus hellei ingår i släktet Eotetranychus och familjen Tetranychidae. Inga underarter finns listade i Catalogue of Life.